# Royon
Royon település Franciaországban, Pas-de-Calais megyében. Lakosainak száma 127 fő (2022. január 1.). Royon Créquy, Embry, Fressin, Lebiez, Sains-lès-Fressin és Torcy községekkel határos.

## Népesség
A település népessége az elmúlt években az alábbi módon változott:
| Lakosok száma | 127  | 131  | 133  | 135  | 136  | 139  | 140  | 133  | 127  |
|               | 2013 | 2015 | 2016 | 2017 | 2018 | 2019 | 2020 | 2021 | 2022 |